# Timbres du Luxembourg 2006
Cet article recense les timbres du Luxembourg  émis en 2006 par l'Entreprise des Postes et Télécommunications (P&T Luxembourg).

## Généralités
Les émissions porte la mention « LUXEMBOURG POSTES » et une valeur faciale libellée en euro (€).

### Tarifs
Voici les tarifs postaux pouvant être réalisés à l'aide d'un seul des timbres émis en 2006 :
En service intérieur :
- 0,25 € : deux timbres nécessaires
- 0,50 € ou « A » : lettre standard de 0 à 20 grammes
- 0,70 € : lettre standard de 20 à 50 grammes
- 1,00 € : lettre non standard de 0 à 100 grammes

En service international :
- 0,90 € : lettre standard de 0 à 20 grammes pour l'Afrique, l'Amérique, l'Asie et l'Océanie
- 2,50 € : tout type de lettre vers l'Europe de 100 à 250 grammes

## Légende
Pour chaque timbre, le texte rapporte les informations suivantes :
- date d'émission, valeur faciale et description,
- formes de vente,
- artistes concepteurs et genèse du projet,
- manifestation premier jour,
- date de retrait, tirage et chiffres de vente,

ainsi que les informations utiles pour une émission donnée.

## Février

### Noces d'argent
Le 7 février, sont émis un timbre de 0,25 € et un feuillet d'un timbre de 2,50 € pour les noces d'argent du grand-duc Henri Ier et de son épouse Maria Teresa. Leur mariage a eu lieu le 14 février 1981. Les deux types de timbres sont illustrés d'une même photographie du couple en tenues de ville. Sur les marges du bloc et celles du feuillet de dix timbres de 0,25 €, est représenté le drapeau du Luxembourg ; en haut du bloc, sont imprimées les armes du grand-duc.
Les timbres au format 2,7 × 3,625 cm sont imprimés en offset par Enschedé Security Print, à Haarlem (Pays-Bas). 
Le cachet d'oblitération premier jour de cette émission porte une décoration de lignes enlacées.

## Mars

### 50 ans de l'électrification des chemins de fer
Le 14 mars, sont émis trois timbres pour le cinquantenaire du commencement de l'électrification des chemins de fer luxembourgeois, avec la première ligne inaugurée le 29 septembre 1956. Ils portent le logotype de la Société nationale des chemins de fer luxembourgeois (CFL). Le 0,50 € et le 0,70 € montrent deux trains de la CFL : une automotrice CFL série 2200 en gare sur le premier, une locomotive CFL série 4000 tirant une voiture Dosto. Le 1 € est consacré à un véhicule de réparation des caténaire.
Les timbres de format 3,8 × 2,907 cm sont illustrés de photographies fournies par la CFL. Ils sont imprimés en offset et en feuille de dix unités par Cartor Security Printing, à La Loupe (France).
L'émission a été réalisée en collaboration avec la CFL et le Cercle des cheminots philatélistes 61, association préparant pour septembre 2006 une exposition et un ouvrage sur l'électrification du réseau luxembourgeois depuis 1956.

### Don de sang
Le 14 mars, est émis un timbre de 0,50 € pour encourager le don de sang. Le dessin est une adaptation comme dessinée au feutre de la Création de l'homme, partie centrale de la voûte de la chapelle Sixtine, peinte par Michel-Ange. Par-dessus, le logotype de la Croix-Rouge se tient à côté de la phrase « Liewe retten / Blutt spenden » (sauver une vie, donner du sang).
Le timbre de 3,8 × 2,888 cm est dessiné par Pit Wagner. Conditionné en feuille de dix exemplaires, il est imprimé en offset  par Enschedé Security Print (Haarlem).
La manifestation premier jour a lieu le 14 mars au Centre national de transfusion sanguine, à Luxembourg. Le cachet représente le logotype de la Croix-Rouge luxembourgeoise.

### Série touristique
Le 14 mars, sont émis deux timbres touristiques de 0,50 €. Le premier représente le pigeonnier de la ferme de Birelerhaff, dans la commune de Sandweiler. La tour de 18 mètres de haut date du XIVe siècle et est classée monument historique depuis 2001. Le deuxième timbre est consacré au Parc Merveilleux à Bettembourg, un parc de loisirs ouvert en 1956 et consacré aux animaux et aux contes de fée.
Les timbres de 2,8 × 3,84 cm sont dessinés par Jacques Doppée. Ils sont imprimés en offset en feuille de dix exemplaires par l'Imprimerie du timbre à Malines (Belgique).

## Mai

### «meng.post.lu»
En mai, est émis un timbre à valeur faciale « A » se-tenant à une vignette pré-personnalisée avec un chien dans l'herbe encadré par deux mains prenant une prise de vue photographique. Ce timbre permet d'affranchir une lettre standard à destination du Luxembourg. Il porte l'adresse http « meng.post.lu » pour assurer la promotion du service de personnalisation des timbres et cartes postales lancé par l'EPT fin avril 2006.
L'émission a été préparée par l'agence luxembourgeoise Advantage SA. Le timbre et sa vignette sont imprimés en offset par l'imprimerie du timbre de Malines, en Belgique.

### Centenaire de la ville d'Esch-sur-Alzette
Le 16 mai, est émis un timbre commémoratif de 0,50 € pour le centenaire de l'acquisition par Esch-sur-Alzette du statut de ville, le 29 mai 1906. L'illustration est le logotype du centenaire.
L'illustration est créée par l'agence Binsfeld Conseils. Le timbre carré de 3,4 cm de côté est imprimé en offset et en feuille de dix exemplaires par l'imprimeur français Cartor Security Printing (La Loupe).

### Europa: l'intégration des immigrés vue par les jeunes
Le 16 mai, dans le cadre de l'émission Europa, sont émis deux timbres sur le thème annuel de l'intégration. Le timbre de 0,50 € à dominante jaune représente deux mains de deux personnes différentes dessinant ensemble un cœur ; celui de 0,70 e à dominante verte plusieurs personnes portant ensemble un globe terrestre. Les timbres dans leur ensemble montrent ces images comme visibles sur l'écran d'un téléphone mobile.
En effet, ces deux illustrations ont été choisies à la suite d'un concours organisé par l'Entreprise des P&T, l'Association de soutien aux travailleurs immigrés (ASTI) et le Service national de la jeunesse (SNJ). En décembre 2005 et janvier 2006, les jeunes de 12 à 26 ans pouvaient envoyer leurs photographies par MMS sur le thème « l'intégration des immigrés vue par les jeunes ». Le concours est baptisé en anglais U&us (you and us : toi/vous et nous).
Les deux photographies ont été réalisées par Anne-Marie Simon (0,50 €) et Tamara Da Silva (0,70 €). Les timbres carrés de 3,5 cm de côté sont imprimés en offset en feuille de dix unités par l'Imprimerie du timbre de Malines, en Belgique.

### Football
Le 16 mai, sont émis deux timbres sur le thème du football. Le 0,50 € est une photographie ancienne d'un match pour illustrer le centenaire du football au Luxembourg, marquée par la création du Football and Lawntennis Club (FOLA) d'Esch-sur-Alzette, le 9 décembre 1906. Le 0,90 € annonce la Coupe du monde de football de 2006 en Allemagne, du 9 juin au 9 juillet 2006. Il représente un ballon déchirant sur fond orangé un écran noir ; le logotype de la compétition est placé en bas à gauche du timbre.
La photographie du timbre « FOLA » est fournie par Johny Koetz, membre de la Fédération des sociétés philatéliques du grand-duché de Luxembourg (FSPL). La mise en page des timbres est de l'agence luxembourgeoise Repères. Les timbres de 3 × 4 cm sont imprimés en feuille de dix exemplaires par Cartor Security Printing (La Loupe).

### Grand-duc Henri
Le 16 mai, sont émis trois timbres d'usage courant de 0,70 €, 0,90 € et 1 € à l'effigie du grand-duc Henri, utilisée depuis 2001. Il est représenté, tourné vers la gauche, en costume de ville.
L'effigie est dessinée et gravée par Guillaume Broux. De format 2,4 × 2,766 cm, les timbres sont imprimés en photogravure et taille-douce par l'Imprimerie du timbre à Malines, en Belgique. Ils sont conditionnés en feuille de vingt unités.

## Septembre

### 150eanniversairedu Conseil d'État
Le 26 septembre, est émis un timbre commémoratif de 0,50 € pour le 150e anniversaire du Conseil d'État, juridiction administrative suprême du Luxembourg créée par la Constitution de 1856. Sa façade figure sur fond blanc sur le timbre.
Le timbre carré de 3,4 cm de côté est une création du cabinet Binsfeld Conseils de Luxembourg et imprimé en offset en feuille de dix par Cartor Security Printing, imprimerie française de La Loupe.

### Je me sens bien - La drogue, ce n'est pas pour moi!
Le 26 septembre, sont émis deux timbres sur le thème de la lutte contre la drogue. Ils portent les phrases Gutt drop. Rauschmëttelen net fir mech! (Je me sens bien. La drogue, ce n'est pas pour moi !). Les deux illustrations sont issus d'un concours scolaire organisé avec le Centre de prévention des toxicomanies (CePT), la police du Grand-Duché et le ministère de l'Éducation. Le 0,50 € est un dessin d'un enfant scolarisé dans le primaire et représente la vie d'une rue d'où toutes les drogues ont été bannies. Pour l'enseignement secondaire et le timbre de 1 €, le dessinateur a transformé un cendrier en repas équilibré : carottes, cèleri, tomates-cerises et fromage blanc remplacent cigarettes, fumée, mégots et cendres.
Le 0,50 € est dessiné par Victor Tesch et le 1 € l'est sur ordinateur par Paul Hoffmann. Les timbres de 2,8 × 3,84 cm sont imprimés en offset en feuille de dix par l'Imprimerie du timbre à Malines, en Belgique.
Victor Tesch, Luxembourg, Paul Hoffmann, Niederanven
Printing: High-resolution offset with stochastic frame, by Imprimerie du Timbre, La Poste, Mechelen (B);
Size: 28 x 38,40 mm, 10 stamps per sheet.

### Place financière de Luxembourg 1856-2006
Le 26 septembre, sont émis deux timbres de 0,50 € pour illustrer le 150e de la constitution d'une place financière à Luxembourg. Le premier timbre est illustré du siège de la Banque et caisse d'épargne de l'État (Spuerkeess, BCEE) fondée en 1856. Le second à la banque Dexia-BIL, dont le nom originel en 1856 fut Banque internationale à Luxembourg ; il est illustré du nouveau siège construit au début des années 2000.
Les illustrations sont fournies par les deux banques. Les timbres de 3,3 × 2,907 cm sont imprimés en offset en feuille de dix exemplaires par Cartor Security Printing, imprimeur français de La Loupe.

### 75 ans de la Fédération luxembourgeoise des échecs
Le 26 septembre, est émis un timbre de 0,70 € pour le 75e anniversaire de la Fédération luxembourgeoise des échecs. Sur quatre cases d'un jeu d'échecs, sont disposés en diagonale des pièces du jeu.
Le timbre carré de 3,4 cm de côté est une création du cabinet Binsfeld Conseils de Luxembourg et imprimé en offset en feuille de dix par Cartor Security Printing, imprimerie française de La Loupe.

## Décembre

### Noël 2006
Le 5 décembre, est émis un timbre de Noël de 0,50 € plus une surtaxe de 0,50 €. L'illustration est un paysage enneigé : la tour Yolande et son pont médiéval située à Marienthal, dans la vallée de l'Eisch.
L'illustration est de Michel Demart. Le timbre carré de 3,5 cm de côté est imprimé en offset en feuille de douze exemplaires., par l'Imprimerie du timbre à Malines, en Belgique.

### Orgues du Grand-Duché
Le 5 décembre, sont émis quatre timbres à surtaxe illustrés de photographies d'orgues du Luxembourg :
- sur le 0,50 € + 0,05 €, celui du Conservatoire de musique de la ville de Luxembourg fabriqué par Georg Westenfelder en 1985,
- celui de Bridel sur le 0,70 € + 0,10 € conçu par l'entreprise allemande Kleuber en 1990,
- sur le 0,90 € + 0,10 €, l'orgue de l'église de Mondercange créé par la Gebrüder Oberlinger en 2004,
- et pour le 1 € + 0,25 €, créé par Westenfelder en 1979 pour le quartier du Grund à Luxembourg.

Les timbres de 4 × 3,15 cm sont mis en page par l'agence Advantage Communication et imprimé en offset en feuille de dix par l'imprimeur français Cartor Security Print.

### 75 ans de la Fédération horticole luxembourgeoise
Le 5 décembre, est émis un diptyque (2 fois 0,70 €) pour le 75e anniversaire de la Fédération horticole luxembourgeoise, syndicat regroupant les métiers des jardins et représentés sur les deux timbres par une partie de leurs productions : les fleurs à gauche et les légumes à droite.
Les deux timbres de 4,2 × 2,947 cm chacun sont conçus par Johan de Crem. Ils sont imprimés en offset en feuille de cinq diptyques par Cartor Security Print, à La Loupe, en France.

### Sources
- (en) Page du site des Postes et Télécommunications du grand-duché sur les émissions 2006. Une notice présente le timbre et le sujet du timbre.